# Ligue européenne féminine de volley-ball 2011
Navigation
2010 2012
La troisième Ligue européenne féminine de volley-ball a lieu du 27 mai au  16 juillet 2011. La phase finale s'est déroulée à Istanbul en Turquie le 15 et 16 juillet 2011. L'équipe vainqueure de la compétition est directement qualifiée pour le Grand Prix mondial de volley-ball 2012.

## Équipes participantes
- Biélorussie
- Bulgarie
- Croatie
- Espagne
- France
- Grèce
- Hongrie
- Israël
- Roumanie
- Serbie
- Tchéquie
- Turquie

## Tour préliminaire

### Composition des groupes
| Poule A                     | Poule B                          | Poule C                              |
| --------------------------- | -------------------------------- | ------------------------------------ |
| Espagne France Grèce Serbie | Bulgarie Hongrie Israël Tchéquie | Biélorussie Croatie Roumanie Turquie |

### Poule A
| # | Équipe  | Pts | J  | G  | Gt | Pt | P  | Sp | Sc | Ratio | Pp  | Pc  | Ratio |
| 1 | Serbie  | 35  | 12 | 11 | 1  | 0  | 0  | 36 | 4  | 9     | 976 | 724 | 1.348 |
| 2 | France  | 21  | 12 | 6  | 1  | 1  | 4  | 25 | 19 | 1.316 | 976 | 939 | 1.039 |
| 3 | Espagne | 14  | 12 | 4  | 0  | 2  | 6  | 17 | 26 | 0.654 | 884 | 959 | 0.922 |
| 4 | Grèce   | 2   | 12 | 0  | 1  | 0  | 11 | 6  | 35 | 0.171 | 766 | 980 | 0.782 |

### Poule B
| # | Équipe   | Pts | J  | G | Gt | Pt | P | Sp | Sc | Ratio | Pp   | Pc   | Ratio |
| 1 | Bulgarie | 29  | 12 | 9 | 1  | 0  | 2 | 32 | 13 | 2.462 | 1066 | 934  | 1.141 |
| 2 | Tchéquie | 27  | 12 | 8 | 1  | 1  | 2 | 31 | 14 | 2.214 | 1063 | 930  | 1.143 |
| 3 | Hongrie  | 10  | 12 | 1 | 3  | 1  | 7 | 17 | 31 | 0.548 | 972  | 1110 | 0.876 |
| 4 | Israël   | 6   | 12 | 1 | 0  | 3  | 8 | 12 | 34 | 0.353 | 937  | 1064 | 0.881 |

### Poule C
| # | Équipe      | Pts | J  | G  | Gt | Pt | P  | Sp | Sc | Ratio | Pp   | Pc   | Ratio |
| 1 | Turquie     | 30  | 12 | 10 | 0  | 0  | 2  | 32 | 8  | 4     | 983  | 831  | 1.183 |
| 2 | Roumanie    | 22  | 12 | 6  | 2  | 0  | 4  | 24 | 19 | 1.263 | 974  | 927  | 1.051 |
| 3 | Biélorussie | 16  | 12 | 4  | 1  | 2  | 5  | 22 | 25 | 0.88  | 1032 | 1056 | 0.977 |
| 4 | Croatie     | 4   | 12 | 1  | 0  | 1  | 10 | 7  | 33 | 0.212 | 791  | 966  | 0.819 |

## Phase finale
La phase finale se dispute du 15 au 16 juillet 2011 à Istanbul (Turquie) au Burhan Felek Voleybol Salonu.
|  | Demi-finales                | Demi-finales                |                        |   | Finale                      | Finale                      |
|  | Demi-finales                | Demi-finales                |                        |   | Finale                      | Finale                      |
|  |                             |                             |                        |   |                             |                             |
|  | 15.07.11, 25-18 25-17 25-22 | 15.07.11, 25-18 25-17 25-22 |                        |   | 16.07.11, 25-17 25-21 25-23 | 16.07.11, 25-17 25-21 25-23 |
|  | 15.07.11, 25-18 25-17 25-22 | 15.07.11, 25-18 25-17 25-22 |                        |   | 16.07.11, 25-17 25-21 25-23 | 16.07.11, 25-17 25-21 25-23 |
|  | Serbie                      | 3                           |                        |   | 16.07.11, 25-17 25-21 25-23 | 16.07.11, 25-17 25-21 25-23 |
|  | Serbie                      | 3                           |                        |   | 16.07.11, 25-17 25-21 25-23 | 16.07.11, 25-17 25-21 25-23 |
|  | Tchéquie                    | 0                           |                        |   | 16.07.11, 25-17 25-21 25-23 | 16.07.11, 25-17 25-21 25-23 |
|  | Tchéquie                    | 0                           | Serbie                 | 3 |                             |                             |
|  | 15.07.11, 25-18 25-21 25-18 |                             | Serbie                 | 3 |                             |                             |
|  |                             | Turquie                     | 0                      |   |                             |                             |
|  | Turquie                     | Turquie                     | 0                      | 3 |                             |                             |
|  | Turquie                     |                             |                        | 3 |                             |                             |
|  | Bulgarie                    | 0                           |                        |   |                             |                             |
|  | Bulgarie                    | 0                           | Match pour la 3e place |   |                             |                             |
|  |                             |                             |                        |   |                             |                             |
|  | 16.07.11, 21-25 26-28 23-25 |                             |                        |   |                             |                             |
|  |                             |                             |                        |   |                             |                             |
|  | Tchéquie                    | 0                           |                        |   |                             |                             |
|  | Tchéquie                    | 0                           |                        |   |                             |                             |
|  | Bulgarie                    | 3                           |                        |   |                             |                             |
|  | Bulgarie                    | 3                           |                        |   |                             |                             |

## Classement final
| Place              | Équipe      |
| ------------------ | ----------- |
| Médaille d'or      | Serbie      |
| Médaille d'argent  | Turquie     |
| Médaille de bronze | Bulgarie    |
| 4                  | Tchéquie    |
| 5                  | Roumanie    |
| 6                  | France      |
| 7                  | Biélorussie |
| 8                  | Espagne     |
| 9                  | Hongrie     |
| 10                 | Israël      |
| 11                 | Croatie     |
| 12                 | Grèce       |

## Distinctions individuelles
- MVP : Jovana Brakočević
- Meilleure marqueuse : Helena Havelková
- Meilleure attaquante : Jovana Brakočević
- Meilleure serveuse : Eda Erdem
- Meilleure contreuse : Nataša Krsmanović
- Meilleure libero : Gizem Güreşen
- Meilleure passeuse : Maja Ognjenović
- Meilleure réceptionneuse : Šárka Barborková